# A Question of Time
 «A Question of Time»  - третій сингл британської групи Depeche Mode з їх п'ятого студійного альбому  Black Celebration  і 17-й в дискографії групи. Записаний на студії Hansa Tonstudio у Берліні, вийшов 11 серпня 1986.

## Подробиці
Реміксова версія з релізу 7" має кілька більш швидкий темп, ніж оригінальна версія пісні з альбому Black Celebration. Версія реміксу з ще більш швидким темпом з'явилася на збірці The Singles 86>98.
На синглі немає нових пісень як бі-сайдів (у групи це перший такий сингл, не рахуючи подвійного «Blasphemous Rumours/Somebody»), зате присутні ремікс пісні «Black Celebration» і різні «живі» треки.
На обмеженою версією британського 12" видання у восьмому треку («A Question of Time») версія «New Town Mix» переходить безпосередньо в «Live Remix».
Голландська група Clan of Xymox записала пісню для своєї збірки кавер-версій у 2012 році Kindred Spirits.